# Lista de episódios de Mandrake (série de televisão)
Segue abaixo uma lista de episódios de Mandrake, série brasileira da HBO Brasil produzida junto com a produtora Conspiração Filmes.

## Resumo
| Temporada | Temporada | Episódios | Estreia da temporada   | Final da temporada     |
| --------- | --------- | --------- | ---------------------- | ---------------------- |
|           | 1         | 8         | 20 de outubro de 2005  | 18 de dezembro de 2005 |
|           | 2         | 5         | 18 de novembro de 2007 | 16 de dezembro de 2007 |

## Episódios

### 1ª temporada: (2005)
| # | Título                                             | Direção                  | Roteiro                                             | Estreia                |
| --- | -------------------------------------------------- | ------------------------ | --------------------------------------------------- | ---------------------- |
| 1 | "A Cidade Não é Aquilo que se Vê do Pão de Açúcar" | José Henrique Fonseca    | José Henrique Fonseca, Felipe Braga e Tony Bellotto | 30 de Outubro de 2005  |
| Um Playboy se apaixona por uma prostituta e contrata Mandrake para negociar sua saída do bordel onde trabalha. Participações Especiais: Daniel Dantas como Baby Machado; Carolina Holanda como Pâmela; Otto como Orlandinho; Alexandre Frota como Jorginho; Suzana Alves como Linda; Ilka Soares como Marisa; Rômulo Marinho Jr. como Miro; Bukassa Kabenguele como Conan; Marília Passos como Iolanda; Débora Lamm como Lídia                       |                                                    |                          |                                                     |                        |
| 2 | "Dia dos Namorados"                                | Toni Vanzolini           | José Henrique Fonseca, Felipe Braga e Tony Bellotto | 6 de Novembro de 2005  |
| Mandrake trabalha para resolver os problemas de um triângulo amoroso que deu errado. Participações Especiais: Bianca Soares como Viveca; Flávio Pardal como Raul; Jean Pierre Noher como Embaixador J.J Soares; Ítalo Rossi como Dr. Graff; Castrinho como Saldanha; Juliana Galvão como Leilane; Alexia Deschamps como Gilda; Lavínia Vlasak como Alexia; Gisele Fróes como Deborah; Mário Hermeto como Monteiro; Zé das Medalhas como farmacêutico |                                                    |                          |                                                     |                        |
| 3 | "Eva"                                              | Arthur Fontes            | José Henrique Fonseca, Felipe Braga e Tony Bellotto | 13 de Novembro de 2005 |
| Mandrake é contratado por um senador que é chantageado quando sua amante aparece morta. Participações Especiais: Vanessa Bueno como Eva; Thaís Fersoza como Denise; Paulo César Peréio como Rodolfo Cavalcanti Meyer; Patrícia Werneck como Lili; Marcelo Biju como Márcio da Suzuki; Sandra Barsotti como Marly Moreira; Perry Salles como Pacheco; Paulo César Grande como Guedes; Breno Moroni como mendigo;                                      |                                                    |                          |                                                     |                        |
| 4 | "Yag"                                              | José Henrique Fonseca    | José Henrique Fonseca, Felipe Braga e Tony Bellotto | 20 de Novembro de 2005 |
| Um famoso estilista é chantageado por um anônimo que tenta expor sua excêntrica vida social. Participações Especiais: Orã Figueiredo Eric Angel; Gianne Albertoni como Gigi; Carlos Bonow como Robson; Isaac Bardavid como Raimundo; André Segatti como Anderson; Mateus Carrieri como Silvio; Márcio Libar como Oliver; Alexandre Cruz como Alê |                                                    |                          |                                                     |                        |
| 5 | "Detetive"                                         | Carolina Jabor           | José Henrique Fonseca, Felipe Braga e Tony Bellotto | 27 de Novembro de 2005 |
| Uma empresária é chantageada por um detetive que a flagrou com um amante. Participações Especiais: Paulo Miklos como Zenon; Betty Lago como Wanderléa; Márcio Garcia como Ronaldo; William Vohres como Itaguaí; Gustavo Falcão como X9; Miguel Nader como lutador; Fernando Fernandes como feirante; Seu Jorge como João; Fausto Fawcett como Jonga                                                                                                  |                                                    |                          |                                                     |                        |
| 6 | "Atum Vizcaya"                                     | Lula Buarque de Hollanda | José Henrique Fonseca, Felipe Braga e Tony Bellotto | 4 de Dezembro de 2005  |
| Mandrake tem que intermediar uma negociação de resgate de um rico menino traficante, sequestrado por policiais corruptos. Participações Especiais: Taumaturgo Ferreira como Fernando; André Mattos como Nivaldo; Ângelo Paes Leme como Luís Maurício; Alexandre Zacchia como Turco; Rafaela Mandelli como Daniela; Luiz Nicolau (Tenório; Nicola Siri como Wilson; Isaac Bardavid como Raimundo                                                      |                                                    |                          |                                                     |                        |
| 7 | "Kolkata"                                          | Cláudio Torres           | José Henrique Fonseca, Felipe Braga e Tony Bellotto | 11 de Dezembro de 2005 |
| Um colega chama Mandrake para cuidar de uma emergência com uma orgia da casa de um milionário envolvendo pessoas influentes. Participações Especiais: Cecil Thiré Julinho Pedroso; Rodolfo Bottino como Chef Enzo Fortuna, Evandro Mesquita como Ravi Kolkata; Luíza Mariani como Nininha Paranhos; Emílio de Melo como Herval; Rogério Fróes como Renato; Roberto Pirillo como Erick; Alexandre Arkeman como Pereira; Sebastião Lemos como Vendedor |                                                    |                          |                                                     |                        |
| 8 | "Amparo"                                           | Arthur Fontes            | José Henrique Fonseca, Felipe Braga e Tony Bellotto | 18 de Dezembro de 2005 |
| Quando a namorada ninfomaníaca de uma celebridade argentina desaparece na cidade, Mandrake é contratado para achar a garota. Participações Especiais: Giselle Itié como Amparo; Heitor Martinez como Jackson; Luciano Castro como Pepe Leon; Roque Valero como Diego; Márcia Cabrita como Anita Fontes; Vanessa Lóes como Giovana; Lícia Magna como Dona Fany; Jorge Espírito Santo como jornalista                                                  |                                                    |                          |                                                     |                        |

### 2ª temporada: (2007)
| # | # T | Título         | Direção               | Roteiro                                | Estreia                |
| --- | --- | -------------- | --------------------- | -------------------------------------- | ---------------------- |
| 9 | 1   | "Brasília"     | José Henrique Fonseca | José Henrique Fonseca e Tony Bellotto  | 18 de Novembro de 2007 |
| Mandrake vai até Brasília investigar o desaparecimento de garotas de programa. Participações Especiais: Antônio Grassi como Aurélio Duarte; Daniela Galli como Melissa; Cacá Carvalho como Severino; Luana Carvalho como Sharon; Milhem Cortaz como Wanderval; Ricardo Blat como Gledson |     |                |                       |                                        |                        |
| 10 | 2   | "João Santos"  | José Henrique Fonseca | José Henrique Fonseca e Cláudio Torres | 25 de Novembro de 2007 |
| Mandrake é encarregado de defender o empresário João Santos da acusação de assédio sexual; porém, se vê envolvido em uma rede de prostituição e de crimes relacionados à pedofilia. Participações Especiais: Ewerton de Castro como João Santos; Cláudia Lira como Susana; Juliana Lohmann como Alice; Zé Carlos Machado como Capitão Nélson; Débora Olivieri como Elvira; Dedina Bernardelli como Drª. Carla Pimentel; Xuxa Lopes como juíza |     |                |                       |                                        |                        |
| 11 | 3   | "Rosas Negras" | José Henrique Fonseca | José Henrique Fonseca e Felipe Braga   | 2 de Dezembro de 2007  |
| Mandrake é procurado por uma antiga amiga para resgatar sua filha que foi sequestrada. Participações Especiais: Bruna Lombardi como Lena; Nathalia Dill como Valentina; Laila Zaid como Isabel Bertolini; Liliana Castro como Marcinha; Pitty Webo como Ingrid |     |                |                       |                                        |                        |
| 12 | 4   | "Lígia"        | José Henrique Fonseca | José Henrique Fonseca e Cláudia Tajes  | 9 de Dezembro de 2007  |
| Mandrake é contratado por uma ONG envolvida em crime ambiental. Participações Especiais: Mônica Martelli como Lígia; Fernanda Paes Leme como Flora Green; Felipe Kanerberg como Albert; Helena Louro como Garota Verde; Aile Góvez como Diana |     |                |                       |                                        |                        |
| 13 | 5   | "Alma"         | José Henrique Fonseca | José Henrique Fonseca                  | 16 de Dezembro de 2007 |
| Mandrake é procurado por um empresário às voltas com irregularidades na empresa. Participações Especiais: Maria Manoella como Alma; Gracindo Júnior como Adolfo; Marcos Winter como Lourenço); Alexandre Frota Jorginho; Luciano Quirolli como Delegado Pedreira; Alejandro Claveaux como Rodrigo |     |                |                       |                                        |                        |